# Чивеца
Чивеца (итал. Civezza) је насеље у Италији у округу Империја, региону Лигурија.
Према процени из 2011. у насељу је живело 357 становника. Насеље се налази на надморској висини од 230 м.

## Становништво
Према резултатима пописа становништва 2011. у општини је живело 640 становника.
| 1936. | 1951. | 1961. | 1971. | 1981. | 1991. | 2001. | 2011. |
| ----- | ----- | ----- | ----- | ----- | ----- | ----- | ----- |
| 482   | 457   | 400   | 412   | 374   | 462   | 536   | 640   |